# مناقشه اسرائیل آفتونبلادت

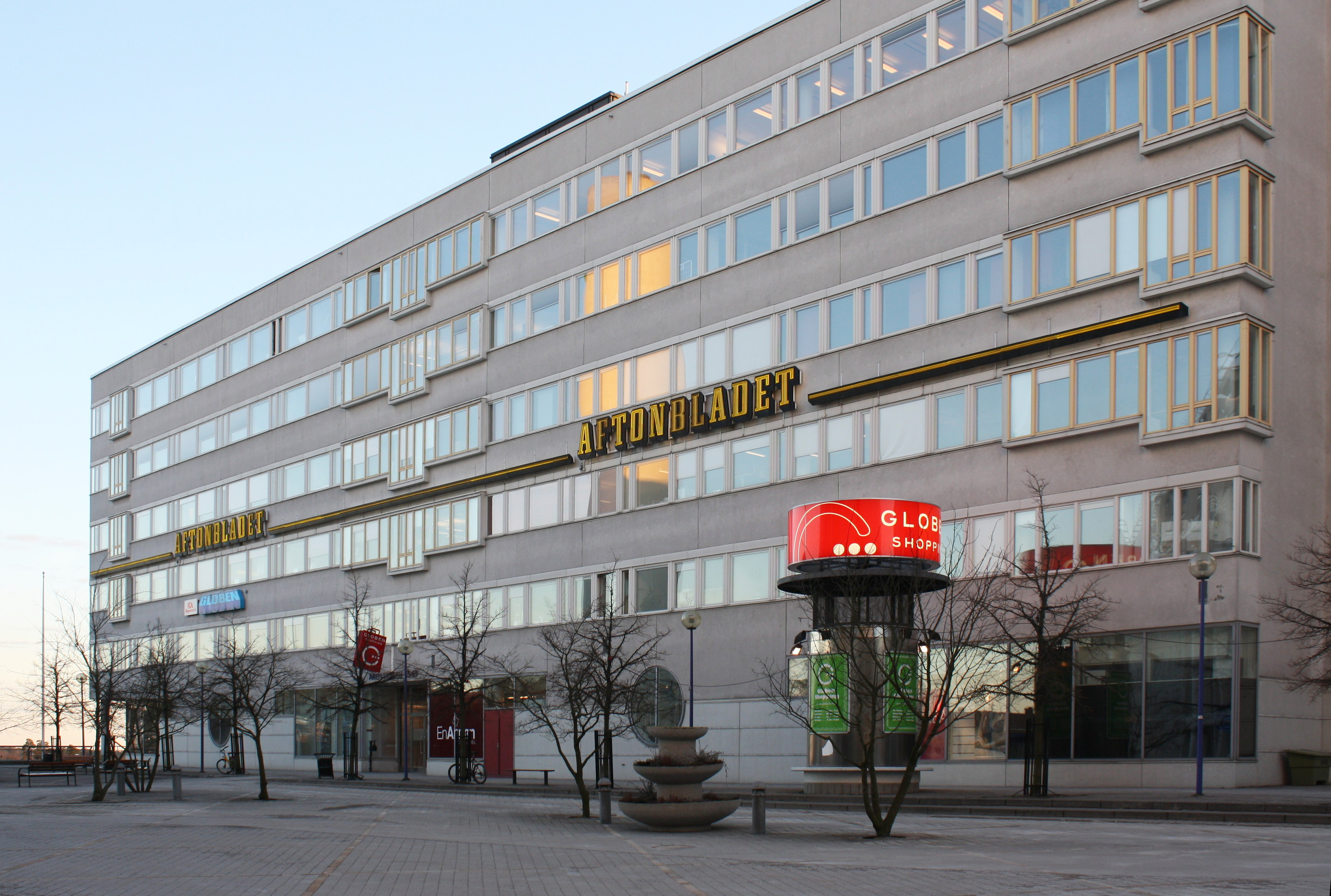
جنجال مناقشات اسرائیل

جنجال اسرائیل_آفتون بلادت، در نتیجه ی چاپ مقاله‌ای به قلم دونالد بوستروم در ۱۷ آوریل ۲۰۰۹ در روزنامه آفتون بلادت که استدلال کرد نظامیان اسرائیل اعضای بدن اجساد زندانیان فلسطینی را سرقت کرده‌اند، به وجود آمد. این موضوع شکافی بین دولت‌های سوئد و اسرائیل انداخت و منجر شد دولت اسرائیل در دسامبر ۲۰۰۹ اقرار کند که در دهه ۱۹۹۰، اعضای بدن، در مؤسسه پزشکی قانونی ابوکبیر، ولی بدون اجازه خانواده هایشان، از اجساد سربازان اسرائیلی و شهروندان اسرائیلی و فلسطینی ربوده شده بود.

## مقاله آفتونبلادت
طبق مقاله‌ای که دونالد باستروم، عکاس و روزنامه‌نگار آزاد، نوشته است فلسطینیان و کارکنان سازمان ملل به او گفته بودند که احتمالاً نظامیان اسرائیلی در کار قاچاق و تجارت اعضای بدن فلسطینیان هستند. باستروم در مصاحبه با رادیو اسرائیل گفت که نمی‌تواند درستی گفته‌های منبع فلسطینی را ضمانت کند.

## واکنشها
با توجه به اینکه در این مقاله اسناد و مدارکی ارائه نشده بود، واکنش تند اسرائیل به آن باعث تعجب همگان شد. ییگال پالمور سخنگوی وزارت خارجه اسرائیل این اتهامات را کاملاً نژادپرستانه خواند.
همچنین رئیس حزب عربی-یهودی حداش در اسرائیل گفت: «جهانیان باید نسبت به اقدامات اسرائیل هوشیار باشند، چرا که تل‌آویو بدنبال لاپوشانی جنایت فروش اعضای بدن مردگان فلسطینی است.»